# Wapen van Tonga

Wapen van Tonga.

Het wapen van Tonga stamt uit 1862. In dat jaar werd het wapen door Uelongatoni Ngu Tupou en Shirley Baker ontworpen.

## Beschrijving
In het veld rechtsboven (op de afbeelding linksboven) zijn drie witte sterren op een witte achtergrond weergegeven. De drie sterren staan voor de drie groepen eilanden: Vava'u, Ha'apai en Tongatapu. In het rode veld ernaast is een gouden koningskroon weergegeven, als teken van de monarchie van het eiland. In het donkerblauwe veld rechtsonder is een witte duif met een mirtetwijg in de snavel. Dit veld staat voor vrede, eenheid en het christelijke geloof. Het laatste veld heeft een gouden achtergrond en hierop zijn drie gekruiste zwaarden afgebeeld. Deze staan voor de drie koningshuizen Tu'i Tonga, Tu'i Ha'stakalaua en Tu'i Kanokupolu. Centraal in het wapen staat een witte zeshoekige ster met daarin een rood kruis. Dit rode kruis komt ook terug in de linkerbovenhoek van de vlag van Tonga.
Onderaan het schild staat in een tekstband de Tongaanse tekst: Ko e ʻOtua mo Tonga ko hoku Tofiʻa (God en Tonga zijn mijn erfenis). Boven het schild is het koningskroon weer afgebeeld met daarom heen twee twijgen. De twijgen worden gedragen wanneer de eerste besluiten door leiders worden genomen. Achter het schild staan nog twee vlaggen van Tonga afgebeeld.
Australië · Fiji · Kiribati · Marshalleilanden · Micronesia · Nauru · Nieuw-Zeeland · Oost-Timor · Palau · Papoea-Nieuw-Guinea · Salomonseilanden · Samoa · Tonga · Tuvalu · Vanuatu
Afhankelijke gebieden

Amerikaans-Samoa · Cookeilanden · Frans-Polynesië · Guam · Nieuw-Caledonië · Niue · Norfolk · Noordelijke Marianen · Pitcairn · Tokelau-eilanden · Wallis en Futuna